# Not For Broadcast
Not For Broadcast est un simulateur de propagande en FMV développé par le studio de jeux vidéo britannique NotGames et publié par tinyBuild. Le premier épisode sort en accès anticipé le 30 janvier 2020. Le deuxième épisode sort un an plus tard, le 28 janvier 2021, sous la forme d'une mise à jour gratuite. Le troisième et dernier épisode sort un an plus tard, le 25 janvier 2022, toujours sous la forme d'une mise à jour gratuite.
Le jeu débute le 8 novembre 1984 et se termine le 27 décembre 1991,, dans un pays qui n'est pas nommé explicitement (Territoire Un) mais qui présente des similitudes avec le Royaume-Uni. Advance, un nouveau parti politique d'extrême gauche, vient de remporter une victoire électorale écrasante et commence à poser les fondations d'un régime autoritaire. Dans cet univers dystopique, le joueur incarne Alex Winston, régisseur/euse studio pour une chaîne de télévision nationale. Le travail d'Alex consiste à monter l'émission en direct, sélectionner et diffuser les publicités, censurer les propos grossiers ou politiquement interdit et limiter les interférences tout en maintenant un niveau d'audience élevé.
Durant l'accès anticipé, Not For Broadcast a reçu des critiques globalement positives saluant son gameplay et ses mécaniques de jeu. La narration, très axée sur la politique, a parfois été jugée trop confuse.

## Intrigue
Le jeu prend pour contexte une version alternative des années 1980, dans un monde physiquement identique à la Terre et peuplé par des nations humaines fictives. Le personnage principal, Alex Winston, est agent d'entretien pour la plus grande société de diffusion télévisuelle de son pays, Channel One. Le jour de l'élection du parti d'extrême gauche Advance, Dave, le régisseur en titre fuit le pays, laissant à Alex la lourde tâche de superviser la prochaine émission du journal National Nightly News, en direct. Après avoir assuré la régie durant la soirée électorale, Alex conserve le poste.
La victoire inattendue d'Advance constitue le point de départ d'une trame politique complexe que le joueur découvre au fil des émissions. Dans les mois suivants sa victoire, le parti d'extrême gauche met en place un certain nombre de réformes radicales telles que la redistribution des richesses, la nationalisation de plusieurs grandes sociétés privées et la création d'un organisme de lavage de cerveau nommé Mieuxement. Le caractère autoritaire du régime politique instauré par Advance devient de plus en plus marqué. En conséquence, l'organisation équivalente à l'ONU prononce de lourdes sanctions contre le pays, le mettant dans une situation économique délicate. Au long de ces événements, Alex doit faire un certain nombre de choix quant au contenu et au montage de son émission. Ainsi, National Nightly News peut devenir un pilier de la propagande pro-Advance, subtilement promouvoir le mouvement de résistance Disrupt, ou tenter de rester neutre.
L'influence constante de ce positionnement médiatique est observable dans les reportages en eux-mêmes, dont le contenu s'adapte aux décisions prises lors des éditions précédentes, ainsi qu'à travers les aperçus de la vie familiale d'Alex intercalés entre chaque émission. Les décisions d'Alex ont également une influence directe sur la vie et l'état d'esprit des présentateurs et autres employés de plateau, dont il est possible de suivre l'histoire en visionnant les rushes après chaque diffusion.

## Développement

### Trame principale
Le prologue de ce jeu, contenant uniquement le premier épisode, est sorti le 11 Décembre 2019 de manière gratuite.
Le premier épisode de Not For Broadcast est sorti en accès anticipé le 30 janvier 2020. Les développeurs ont annoncé vouloir prolonger l'accès anticipé pendant environ dix-huit mois, le temps de travailler sur les épisodes suivants.

Logo de NotGames, développeur du jeu.

Peu de temps avant le tournage des vidéos du deuxième épisode, la pandémie de COVID-19 au Royaume-Uni et les confinements successifs ont rendu la production impossible. Plutôt que d'interrompre toute activité, les développeurs ont mis sur pied un mini-épisode spécial, Not For Broadcast: Lockdown. Dans ce scénario bonus, le pays observe un confinement national après qu'un dysfonctionnement dans la production de jouets animatroniques pour enfants a mené à une invasion de poupées tueuses. En parallèle de la sortie de cet épisode bonus, le jeu s'enrichit d'un nouveau mode défi comptant quatre variantes, où le joueur peut rejouer les différentes séquences du jeu tout en rajoutant des contraintes (comme par exemple l'impossibilité de changer de caméra pendant un certain temps ou la réapparition des peluches vues dans l'épisode Lockdown) .
Le 28 janvier 2021 (un an après le lancement initial), le deuxième épisode est lancé. Dans cet épisode, les joueurs peuvent constater l'impact, parfois très lourd, de certaines décisions prises dans les chapitres précédents. L'arrivée du nouvel épisode s'accompagne d'un documentaire d'une heure intitulé Not for Broadcast: Lights, Camera, Lockdown, dans lequel l'équipe du jeu revient sur les problématiques et les difficultés rencontrées pour élaborer et tourner les nouveaux épisodes dans un contexte de pandémie mondiale,.
Le 25 janvier 2022 (deux ans après le lancement initial), le troisième et dernier épisode est publié. Dans cet épisode, le joueur doit s'occuper de trois dernières éditions du journal (le jour 912, 1975 et 2602). Lors du dernier jour, soit le jour 2602, le joueur se rend tout d'abord compte que le journal télévisé est devenu une émission de divertissement (en raison des mesures politiques radicales). Lors du dernier segment de cette émission, le joueur peut assister à l'un des quatorze épilogues que proposent le jeu, toujours en fonction des nombreux choix qu'ils a effectué tout au long de sa partie. L'arrivée de ce dernier épisode marque donc la fin des mises à jour majeures de Not For Broadcast mais aussi la fin de la période d'accès anticipé.

### Contenus additionnels
Les développeurs du jeu ainsi que TinyBuild ont annoncé le 24 janvier 2023 le développement de trois nouveaux épisodes sous forme de DLC, payant donc.
Dans le premier, nommé Live & Spooky et paru le 23 mars 2023, le joueur découvre une émission horrifique hebdomadaire "Live & Spooky". Il doit produire l'émission du 31 janvier 1985 (Jour 85) où le journaliste Patrick Bannon et d'autres invités visitent et tentent de résoudre le mystère d'une maison hanté. Ce DLC possèdes quelques mécaniques de jeu propres à lui, comme des tableaux de contrôle de "rayons paranormaux". Au delà de la résolution du mystère, le joueur sera amené à faire des choix judicieux aux bons moments afin de tenir l'équipe de journaliste en vie.
Le 14 novembre 2023, le second DLC nommé Bits of Your Life a été publié. Le joueur doit produire une émission unique qui se déroule le 19 septembre 1984 (Jour -49). Le but de cet émission est de revenir sur les grands moments de la carrière et de la vie d'un des candidats aux élections du pays : Peter Clement (qui n'est pas encore ministre à ce moment). Au delà de sa carrière politique, le joueur découvre aussi son passé dans la télévision, le bricolage et d'autres domaines. Ce DLC, comme le précèdent, est un peu plus ludique que les émissions de la trame principale. Le joueur devra en effet choisir l'ordre de passage des invités et les différentes archives télévisées afin d'orienter l'émission.
Le troisième et dernier DLC se dénommant The Timeloop est sorti le 29 août 2024. Dans celui-ci, le joueur produit une émission spéciale nommée "Night of Smiles"où un scientifique présente notamment sa machine à voyager dans le temps. Cependant, ces expérimentations vont bloquer le joueur dans une boucle temporelle. Il devra alors s'en échapper en résolvant des énigmes fondées sur les différentes lignes temporelles qu'il explore. Selon les développeurs, ce dernier DLC permet également aux joueurs de comprendre des éléments jusqu'ici opaques dans l'intrigue principale tout en finissant le jeu en beauté.  

## Acteurs et personnages principaux

### Les présentateurs et journalistes
Tout d'abord, l'un des personnages principaux est Jeremy Donaldson, joué par Paul Baverstock, qui est le présentateur principal du National Nightly News durant le premier et le second épisode. Ensuite, nous avons Megan Wolfe, jouée par Andrea Valls, qui est la présentatrice secondaire puis principale du NNN. Nous avons également les trois journalistes principaux de Channel One qui sont Robyn Shorte, Patrick Bannon et le faux Patrick Bannon qui sont respectivement joués par Jade Johnson, George Vere et Emma Mulkern.

### Intervenants externes et membres de l'équipe technique
Tout d'abord, Jenny (ou Jenniffer Hartley) qui est la gérante de l'étage de la salle de diffusion du NNN est jouée par Sarah Gibbons. Ensuite, nous avons les deux personnages à la tête d'Advance : Julia Salisbury, jouée par Claire Racklyeft et Peter Clement, joué par Roger Alborough. On peut également citer des intervenants qui apparaissent souvent dans les publicités ou sur le plateau : Alan James, un complotiste qui deviendra petit à petit le porte-parole de Disrupt, joué par Jonathan Hawkins mais aussi Goeff Algebra (plus tard Goeff De Plume), professeur de mathématiques qui devient peu à peu un créateur de pièces de théâtre et de sitcom pro-Advance, joué par Dan Ellis et Tommy Harris, le joueur d'un sport nommé le Biduleballe (Sportsboard en anglais), joué par Adam Willis.
En tout, c'est près de 400 acteurs, figurants et techniciens qui permettent l'existence de Not For Broadcast,.

## Réception
Not For Broadcast a généralement reçu des critiques positives en accès anticipé. Le jeu a été salué pour son concept innovant et son gameplay, notamment la satire débridée de certaines séquences et les mécaniques de jeu du studio de régie,. On lui a en revanche reproché une narration politique un peu trop caricaturale : Cass Marshall, par exemple, écrit sur le site Polygon que « [le jeu] ne fait pas vraiment dans la finesse » (« [the game is] laying it on pretty thick »).
Sur Steam, l'avis utilisateur moyen est « extrêmement positif », avec plus de 95 % d'avis positifs.